# Visagapatão
Visagapatão (Vishakhapatnam, Visakhapatnam, Vizagapatam ou Vizagapatnam; em telugo: విశాఖపట్ణం) é uma cidade litorânea e portuária do estado de Andra Pradexe, na Índia. Localiza-se no golfo de Bengala, e contornada pelos Gates Orientais. Em 2011 tinha 1 730 320 habitantes. Foi fundada pelos ingleses no século XVIII.
É a sede administrativa do distrito de Visagapatão e também é casa do Comando Naval Leste da Marinha Indiana. Possui estaleiros navais.